# Muhammad al-Bukhari
Abū 'Abd Allah Muhammad ibn Isma'il ibn Ibrahim ibn al-Mughīrah ibn al-Bardizbah Ju'fī al-Bukhari (tiếng Ả Rập: أبو عبد الله محمد بن إسماعيل بن إبراهيم بن المغيرة بن بردزبه الجعفي البخاري بن المغيرة بن بردزبه الجعفي البخاري  20 tháng 7 năm 810-1 tháng 9 năm 870), hoặc Bukhari (tiếng Ba Tư: بخاری), thường được gọi là Imam al-Bukhari hoặc Imam Bukhari, là một học giả Hồi giáo người Ba Tư  sinh ra ở Bukhara (thủ phủ của Vùng Bukhara (viloyat) của Uzbekistan). Ông là tác giả của bộ sưu tập hadith được gọi là Sahih al-Bukhari, được người Hồi giáo Sunni coi là một trong những bộ sưu tập hadith đích thực nhất (sahih). Ông cũng viết những cuốn sách khác như Al-Adab al-Mufrad.

## Tiểu sử

### Sinh
Muhammad ibn Isma`il al-Bukhari al-Ju`fi được sinh ra sau khi Jumu'ah cầu nguyện vào Thứ 6 Tháng 7 20 810 (13 Shawwal 194 AH) tại thành phố Bukhara trong Transoxiana  (ngày nay là Uzbekistan).
Cha của ông, Ismail ibn Ibrahim, một học giả của hadith, là một sinh viên và cộng sự của Malik ibn Anas. Một số học giả Iraq liên quan đến lời kể trong hadith của ông.

### Truyền thừa
Ông cố của Imam Bukhari, al-Mughirah, định cư tại Bukhara sau khi chấp nhận Hồi giáo dưới bàn tay của thống đốc Bukhara, Yaman al-Ju`fi. Theo thông lệ, anh ta trở thành một mawla của Yaman, và gia đình anh ta tiếp tục mang theo chiếc nisbah của "al-Ju`fi".
Cha của Al-Mughirah, Bardizbah, là tổ tiên được biết đến sớm nhất của Bukhari theo hầu hết các học giả và nhà sử học. Ông là một Magi Zoroastrian, và chết như vậy. As-Subki là học giả nói đến tên cha Bardizbah, người ông nói được đặt tên là Bazzabah (tiếng Ba Tư: بذذبه). Người ta biết rất ít về Bardizbah hoặc Bazzabah, ngoại trừ việc họ là người Ba Tư và theo tôn giáo của người dân. Các nhà sử học cũng không bắt gặp bất kỳ thông tin nào về ông của Bukhari, Ibrahim ibn al-Mughirah.